# Peter Dufka
Peter Dufka (* 8. listopadu 1963 Handlová, Slovensko), je slovenský římskokatolický kněz, profesor Papežského orientálního institutu v Římě, spolupracovník Radio Vatikán (italsky: Radio Vaticana).

## Studium
Pochází z rodiny se čtyřmi dětmi, z nichž tři se stali kněžími. Středoškolské vzdělání získal na Střední průmyslové škole v Handlové v roce 1977–1981. Po skončení v roce 1981 začal studovat další střední školu – Konzervatorium v Žilině, hru na kontrabas. Od roku 1985 během studii na konzervatoři začal s tajnou přípravou na knězství v Tovaryšstva Ježíšova (jezuité) v Bratislavě. Základní teologická studia ukončil v roce 1996 na teologickém institutu – dnešní Teologické fakultě trnavské univerzity v Bratislavě.
V době svých teologických studií však pokračoval ve studiu hudby na Vysoké škole múzických umění v Bratislavě, kterou dokončil v roce 1992.
Na kněze byl vysvěcen 29. června 1996 v Bratislavě biskupem Peterem Dubovským SJ. Spolu s ním byl svěcen i jeho starší bratr Juraj Dufka SJ. V roce 1999 přijal kněžské svěcení i jeho mladší bratr Vlastimil Dufka SJ. Všichni tři bratři Dufkové mají akademické umělecké vzdělání.
Po vysvěcení P. Peter Dufka pastoračne působil v Ružomberku v kostele Povýšení sv. Kříže jako výpomocný duchovní a jako učitel náboženství na Střední zdravotní škole. Od 31. července 1997 pracoval ve slovenské redakci Rádia Vatican v Římě. V roce 1999 se vrátil na Slovensko, kde v exercičním domě v Prešově prožil pastoračně-formační rok.
Do Říma se vrátil v roce 2000 a začal studovat na Papežské gregoriánské univerzitě teologii; zde v roce 2002 získal licenciát z fundamentální teologie. Do roku 2006 zůstal v Římě a pokračoval na doktorátu z teologie, který dokončil až v roce 2008. Zároveň v té době získal doktorát pedagogiky na Katolické univerzitě v Ružomberku.
Od září 2006 působil v Košicích v kostele Nejsvětějšího Srdce a byl ředitelem Centra spirituality Východ-Západ Michala Lacka v Košicích. Zároveň působil jako externí profesor na Papežském orientálním institutu v Římě. V listopadě 2009 odešel do Říma, kde se stal vedoucím slovenské sekce Radia Vatican. Zde pracoval až do října 2011, poté začal působit na Papežském orientálním institutu. Nadále spolupracoval s Vatikánským rozhlasem a ve 2. dekádě 21. století je zastupujícím spirituálem v Papežské koleji Nepomucenum v Římě. Od r. 2013 vyučuje na Papežské univerzitě Gregoriane v Římě.

## Působení v Radio Vaticana
Počátek působení ve vatikánském rádiu se datuje k roku 1997, kdy byl redaktorem. Vedoucím Slovenské sekce se stal v roce 2009, když v roce 2011 začal přednášet na univerzitě, opustil vedoucí pozici a stal se externím spolupracovníkem Radia Vaticana. Vede pravidelnou rubriku „Spiritualita súčasného človeka“ a přispívá do rubriky „Rozhovor týždňa“.

## Pedagogická a akademická činnost
Etiku a náboženství začal učit v roce 1996 na Střední zdravotnické škole Márie Terézie Schererovej v Ružomberku a na pedagogické fakultě katolické univerzitě v Košicích estetikuPapežském orientálním institutu vyučuje byzantskou hudbu, estetiku a křesťanskou spiritualitu. Od října 2014 vyučuje i na Papežské gregoriánské univerzitě teologii křesťanského východu, v jejímž rámci se věnuje následujícím kurzem: Základy spirituality, Modlitba na křesťanském východě, Mnišství a zasvěcený život, Rozlišování a duchovní boj, Duchovní doprovod.
V rámci seminářů a dalších odborných přednášek se věnuje tématům: Krása jako výraz a stimul víry, Estetické a duchovní vnímání hudby, Byzanská hudba.
Kromě toho vede licenční a doktorské práce.

## Dílo
Je autorem několika publikací týkajících se spirituality a hudebního umění. Své hudební vzdělání využívá při komorních vystoupeních.

### Odborné články
Publikuje ve slovenských časopisech pro řeholníky: Zasvätený život a Viera a život, v katolickém týdeníku Katolícke noviny a v měsíčníku slovenských katolíků Posol.

### Hudba
CD: Veni Creator, Chorus Salvatoris, vokálně-instrumentální sakrální skladby